# Golden Cap
Golden Cap är en bergstopp i Antarktis. Den ligger i Östantarktis. Nya Zeeland gör anspråk på området. Toppen på Golden Cap är 2 870 meter över havet, eller 467 meter över den omgivande terrängen. Bredden vid basen är 5,3 km.
Terrängen runt Golden Cap är kuperad åt nordväst, men åt sydost är den bergig. Trakten är obefolkad. Det finns inga samhällen i närheten. 